# 独山双盖蕨
独山双盖蕨（学名：Diplazium dushanense）也称独山短肠蕨，为蹄盖蕨科双盖蕨属下的一个种。其种加词“dushanensis”意为“贵州独山县的”。